# Domaine d'Annaka

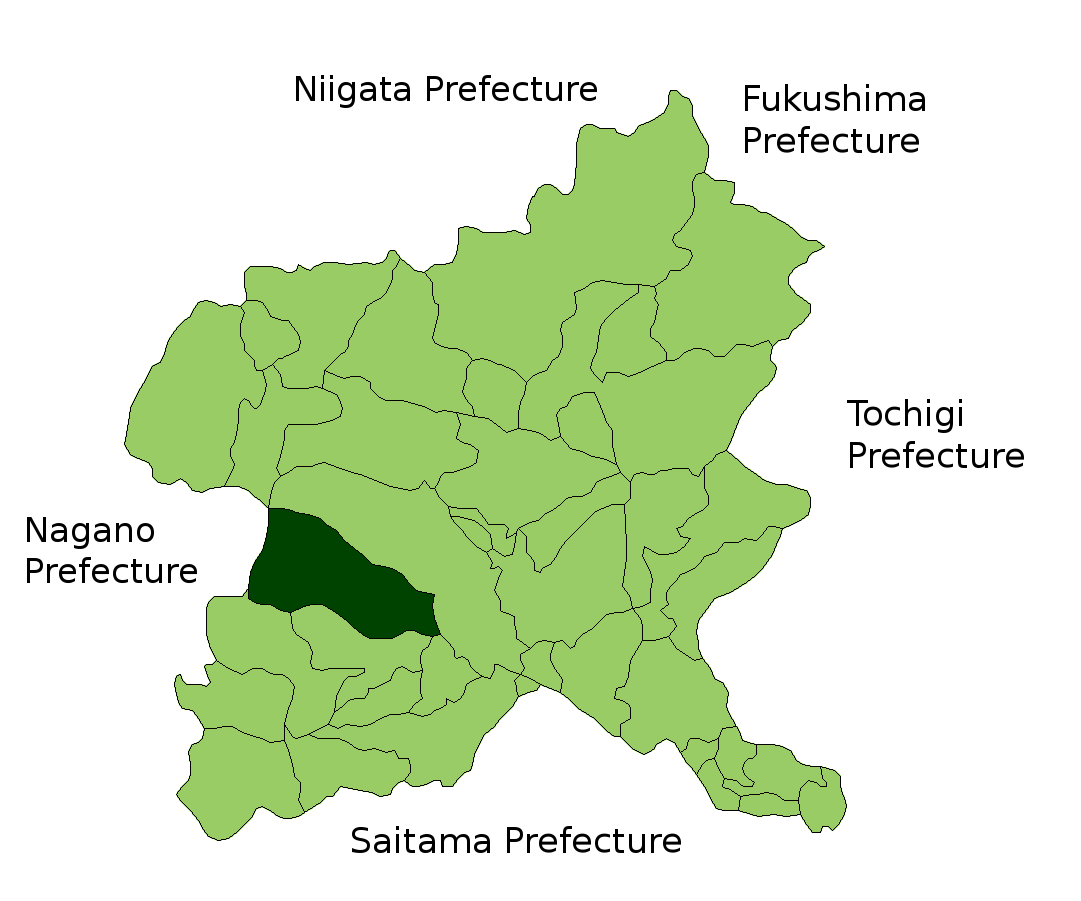
Situation du domaine d'Annaka dans la préfecture de Gunma.

Le domaine d'Annaka (安中藩, Annaka-han) est un domaine féodal japonais de l'époque d'Edo situé dans la province de Kōzuke.
Joseph Hardy Neesima, instituteur de l'ère Meiji, est le fils d'un obligé du clan Itakura d'Annaka.

## Liste des daimyos
- Clan Ii (fudai daimyo ; 30 000 koku)

1. Naokatsu
2. Naoyoshi

- Clan Mizuno (fudai ; 20 000 koku)

1. Mototsuna
2. Mototomo

- Clan Hotta (fudai ; 20 000 → 40 000 koku)

1. Masatoshi

- Clan Itakura (fudai ; 15 000 koku)

1. Shigekata
2. Shigeatsu

- Clan Naitō (fudai ; 20 000 koku)

1. Masamori
2. Masasato
3. Masamitsu

- Clan Itakura (fudai ; 20 000 → 30 000 koku)

1. Katsukiyo
2. Katsutoshi
3. Katsuoki
4. Katsunao
5. Katsuakira
6. Katsumasa

## Source
- (en) Cet article est partiellement ou en totalité issu de l’article de Wikipédia en anglais intitulé « Annaka Domain » (voir la liste des auteurs).